# Попович, Владимир (писатель)
Владимир Попович (хорв. Vladimir Popović; 12 февраля 1910, Задар — 23 декабря 1995, Загреб)— югославский хорватский писатель, поэт и эссеист. Действительный член Хорватской академии наук и искусств (1982).
Лауреат государственной премии Хорватии в области искусств имени Владимира Назора (1976)

## Биография
Окончил гимназию в Шибенике. Участник народно-освободительной борьбы в Хорватии. В годы Второй мировой войны принимал участие в партизанском движении.
В 1945 стал членом союза хорватских писателей, с 1956 — секретарь этого союза.
С 1957 — художественный руководитель «Загреб-фильм». Был редактором нескольких журналов, в том числе «Republika» (Республика), «Kulturni radnik» (Работник культуры) и звукозаписывающих компаний.
Член-корреспондент Хорватской академии наук и искусств с 1979.
Действительный член Хорватской академии наук и искусств с 1982 года.

## Творчество
Дебютировал в печати в 1926—1927 гг. Литературой профессионально стал заниматься после Второй мировой войны, писал лирическую прозу и поэзию, выступал с критическими статьями.
Редактировал антологии хорватской поэзии. За большой творческий вклад в 1976 награждён государственной премией Хорватии в области искусств имени Владимира Назора.
Автор сборников поэзии, поэм и эссе.
Из хорватских писателей редактировал собрания сочинений Владимира Назора, Августа Цесарца, Осипа Павичича, Мато Ловрака и других.
Работал над редактированием пятивековой истории хорватской литературы.

## Избранные произведения
- «Svjetlo na pepelu», Zagreb, 1951
- «Lirske minijature», Zagreb, 1953
- «Povelja sna i jave», Beograd, 1956
- «Oči (Poema)», Zagreb, 1962
- «Razmatranja», Zagreb, 1977